# 坎莫尔
坎莫尔（英語：Canmore）是加拿大阿尔伯塔省的一个镇，位于弓河山谷，2006年居民为12,039人。坎莫尔距卡尔加里110公里，南面是卡纳纳斯基斯，班夫国家公园就坐落在其西面。和加拿大大部分地方相比，坎莫尔气候比较温和，1月最冷的温度为−8 °C，由于湿度很低，因此感觉比实际温度温暖。夏季非常短暂且凉爽，冬季较长但是阳光明媚并且干燥。该地区每年晴朗的日子平均为330天。
坎莫尔诺蒂克中心承办了1988年冬季奥林匹克运动会的部分项目，包括越野滑雪、冬季两项和北欧两项。